# オズボーン・ボークラーク (第12代セント・オールバンズ公)
第12代セント・オールバンズ公爵オズボーン・ド・ヴィアー・ボークラーク（英語: Osborne de Vere Beauclerk, 12th Duke of St Albans、1874年10月16日 - 1964年3月2日）は、イギリスの貴族、イギリス陸軍軍人。出生から1934年までオズボーン・ボークラーク卿を称した。

## 生涯
第10代セント・オールバンズ公爵ウィリアム・ボークラークと後妻グレイス・バーナル＝オズボーン（Grace Bernal-Osborne、庶民院議員ラルフ・バーナル=オズボーンの次女）との息子として生まれた。
イートン校に学んだのち、イギリス陸軍に入隊してボーア戦争に従軍した。戦争中の1901年に第17槍騎兵連隊付大尉に昇進、1901年12月に本国に帰還した。帰国後、1902年9月に一旦陸軍を辞している。第一次世界大戦が勃発するとオズボーンは再招集を受け、ダグラス・ヘイグ将軍の副官に就任している。
1920年にウォーターフォード県長官を務めた。1934年に異母兄チャールズが亡くなると、セント・オールバンズ公爵を継承した。1964年に嗣子のないまま89歳で亡くなると、彼たっての希望で公爵家墓地ではなく母の故郷であるティペラリー県ニュータウン・アナー（Newtown Anner）の墓地に埋葬された。
爵位は第8代セント・オールバンズ公爵の子孫にまで遡って、その曾孫チャールズに相続された。

## 人物
- 教会礼拝時、説教の最中にハンカチで顔を覆って居眠りをしているふりをしたり、『下らぬ』とヤジを飛ばすことがあったという[5]。
- 知人宅を単に訪れるだけであっても、必ず自分用の歯ブラシとパジャマを紙袋に入れて持参する癖があった[5]。
- レストランで食事中に火事が起こった際には一人だけ逃げ出さず、頑なに注文したトーストを持ってくるよう命じて居座り続けた。見かねた店員が彼を窓から放り出したため、軽傷で済んだ[5]。

## 家族
1918年8月19日にベアトリクス・フランセス・ペティ＝フィッツモーリス（Beatrix Frances Petty-FitzMaurice、1877年3月25日 - 1953年8月5日、第5代ランズダウン侯爵の娘）と結婚したが、夫妻に子供はなかった。